# Rick Prelinger
Rick Prelinger (1953, Washington D.C., Estats Units) és un arxiver, escriptor i cineasta i fundador dels Preligner Archives, una col·lecció de 60.000 anuncis, vídeos educatius, industrials i de pel·lícules d'aficionats adquirides per la Biblioteca del Congrés dels Estats Units el 2002.

## Biografia
Des del 1985, ha estat una figura clau en el camp del metratge d'arxiu, i avui la seva col·lecció està representada a tot el món per Getty Images. L'any 2000 es va associar amb Internet Archive per fer accessibles a través de la Xarxa 2.100 pel·lícules (ben aviat arribaran a les 5.000) que el públic pot veure, descarregar i reutilitzar gratuïtament. La seva pel·lícula Panorama Ephemera (2004) es va projectar arreu del món, i la darrera No More Road Trips? va rebre una beca Creative Capital el 2012. Milers d'espectadors a San Francisco, Detroit i d'altres ciutats han assistit a les projeccions dels seus Lost Landscapes.

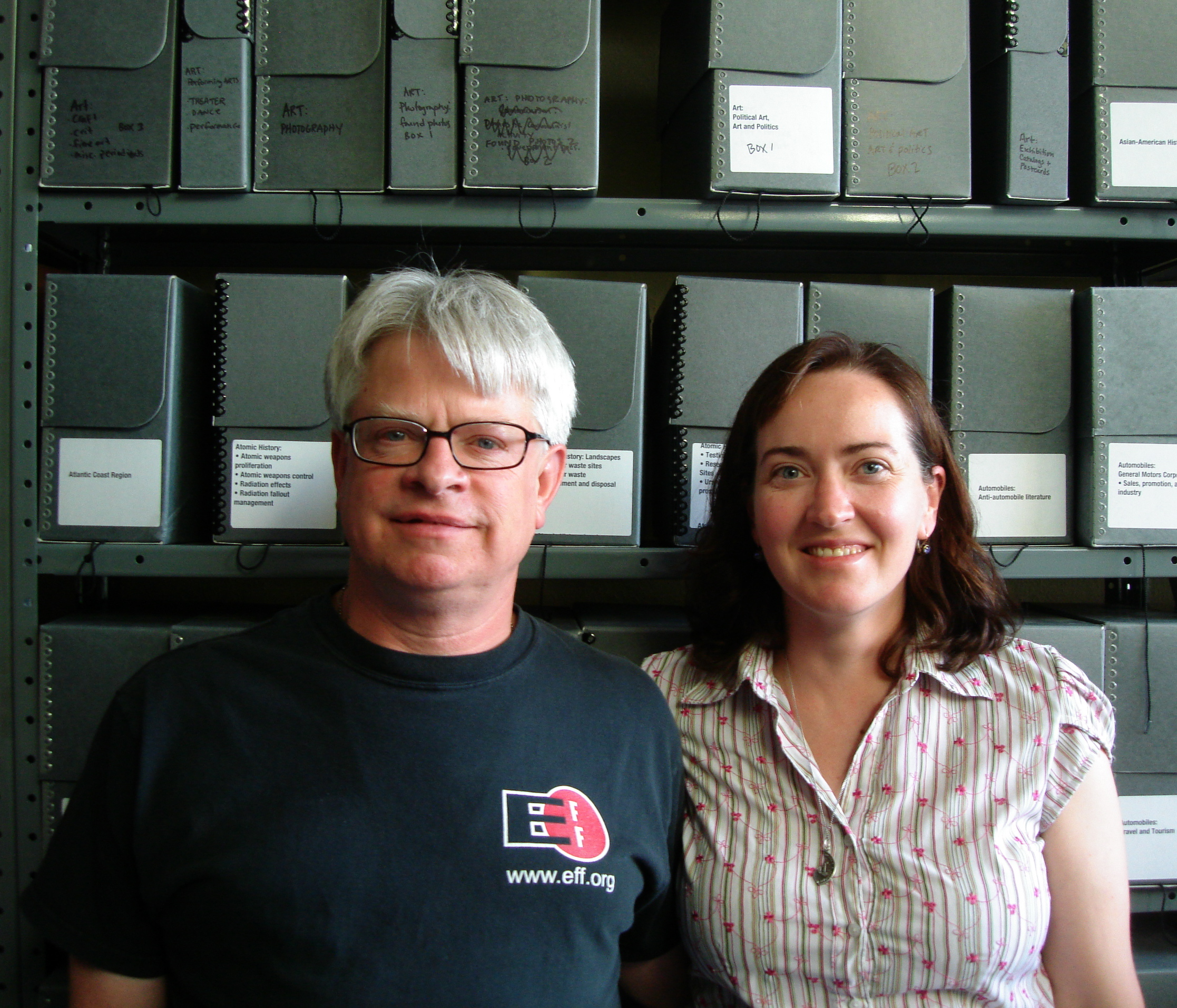
Rick i Megan Prelinger al seu arxiu

Prelinger és membre de la junta directiva d'Internet Archive i sovint escriu i fa xerrades sobre el futur dels arxius qüestions relacionades amb l'accés i la regeneració del material d'arxiu. Amb Megan Prelinger, va fundar la Prelinger Library, una biblioteca privada d'investigació partidària de l'apropiació al centre de San Francisco. Així mateix, Prelinger també es dedica la recuperació, digitalització i difusió de milers de rotlles de pel·lícules casolanes.